# Arthur Wellesley Vowell
Pour les articles homonymes, voir Vowell.
Arthur Wellesley Vowell (7 mai 1839-26 septembre 1918) est un homme politique canadien de la Colombie-Britannique. Il est aussi député provincial indépendant de la circonscription britanno-colombienne de Kootenay de 1875 à sa démission 1876.

## Biographie
Né dans le comté de Tipperary au Royaume-Uni de Grande-Bretagne et d'Irlande, Vowell étudie sr place pendant trois ans et sert dans la milice irlandaise de 1858 à 1860. En 1862, il s'installe dans la colonie de la Colombie-Britannique dans la région de Cariboo où il travaille comme mineur sans grand succès. Déménageant à Victoria, il reste sur place jusqu'en 1866 alors qu'il se dirige ensuite vers la région de Big Bend (en). Sur place, il est nommé gold commissioner et ensuite magistrat dans le district de Kootenay. En 1873, il est transféré à Omineca. À nouveau transféré en 1874, dans la région de Cassiar et démissionne pour se lancer en politique. Retrouvant ses précédents postes à Cassiar, il est de nouveau tansféré dans Kootenay en 1884. Vowell démissionne à nouveau en 1889 alors qu'il est nommé superintendant fédéral aux Affaires indienne en Colombie-Britannique. Il se voit ajouter la charge de commissaire des réserves indiennes à la suite de la retraite de Peter O'Reilly (en). Durant son mandat, Vowell rejette tout ajout de nouvelles parcelles de terre aux réserves.
Vowell démissionne de ses fonctions en mars 1910 et meurt à Victoria à l'âge de 77 ans,.